# Barbara Crawford Johnson
Pour les articles homonymes, voir Crawford et Johnson.
Barbara Crawford « Bobbie » Johnson est une ingénieure en aérospatiale américaine née en 1925 à Sandoval et morte en 2005 à Los Angeles.
Elle est l'une des premières femmes ingénieures pour la National Aeronautics and Space Administration (NASA). Elle a participé à plusieurs programmes : Apollo (à partir d'Apollo 8), Skylab et celui de la navette spatiale américaine.
Elle a mené d'importantes études sur la dynamique de vol, la conception des missiles, les souffleries, l'analyse de la performance et l'aérodynamique.